# Daniel Inouye
Daniel Ken Inouye (Honolulu, 1924. szeptember 7. – Bethesda, 2012. december 17.) az Amerikai Egyesült Államok szenátora (Hawaii, 1963 – 2012), korábban képviselője (Hawaii, 1959 – 1963). A Demokrata Párt tagja.

## Pályafutása
Inouye Honoluluban végezte el az általános és középiskolát, majd 1943-ban önkéntesként beállt a hadseregbe. 1947-ben századosi rangban szerelt le. 1950-ben a Hawaii Egyetemen szerzett alapdiplomát, majd 1952-ben a George Washington Egyetemen jogi végzettséget szerzett. 1953-54-ben Honoluluban segédügyészként szolgált, majd 1954-től 1959-ig a hawaii törvényhozásban volt képviselő, később szenátor. Amikor Hawaii 1959-ben az USA tagállama lett, Inouyét megválasztották, hogy a washingtoni kongresszus alsóházában képviselje az új államot. 1960-ban újraválasztották, 1962-ben azonban nem indult az újraválasztásért, hanem – sikerrel – jelöltette magát az állam két szenátusi helyének egyikére. 1963. január 3-tól élete végéig képviselte Hawaiit az Amerikai Egyesült Államok Szenátusában.